# 사사키 무츠미 (삽화가)
사사키 무츠미(일본어: ささき むつみ 사사키 무쓰미[*])는 일본의 일러스트레이터이다. 미소녀 게임 등의 캐릭터 디자인이나 작화 등의 활동을 하고 있다.

## 작품

### 화집 및 설정자료집
- 해피레슨 오피셜 캐릭터즈 북 (미디어 웍스) 2001년 9월 초판발행, ISBN 978-4-8402-1966-2
- 사사키 무츠미 화집 ART WORKS 1998-2005 (미디어 웍스) 2006년 2월 28일 초판발행, ISBN 978-4-8402-3295-1
- est-사사키 무츠미 자선화집 (미디어 팩토리) 2008년 3월 31일 초판발행, ISBN 978-4-8401-2200-9

### 일러스트 및 삽화

#### 소설, 라이트노벨 및 앤솔로지
- 미스테리가 있는 캐릭넷(みすてりあるキャラねっと) (카도카와 쇼텐)
- 캐릭넷 〈아이돌 탐정 사건부〉(キャラねっと 愛$探偵の事件簿) (카도카와 쇼텐)
- 해피레슨(1) 〈어느 날, 선생님이 마마가 되었다〉(ある日, 先生がママになった) (미디어 웍스)
- 해피레슨(2) 〈원더풀 마마 라이프〉(ワンダフル·ママライフ) (미디어 웍스)
- 해피레슨(3) 〈이 세상에서 최고의 마마와…〉(この世界でいちばんのママと…) (미디어 웍스)
- 후타코이 노벨즈(双恋ノベルズ) (미디어 웍스)
- 후타코이 비주얼즈&코믹스(双恋ビジュアル&コミックス) (미디어 웍스)
- 후타코이 비주얼즈(双恋ビジュアルズ) (미디어 웍스)
- 클라나드 오피셜 코믹 앤솔로지(CLANNADオフィシャルコミックアンソロジー) (비부로스)

#### 잡지
- 파소콘 파라다이스(パソコンパラダイス) 표지 (2000년 5월호 ~ 2001년 4월호)
- 전격 G's 매거진(電撃G's magazine) 표지 (2003년 10월호 ~ 2005년 10월호)

### 캐릭터 디자인
- 해피레슨
- 후타코이

### 게임
- 해피레슨 (DATAM 폴리스타)
- 메모리즈 오프 (KID)
- 메모리즈 오프 2nd (KID)
- 피아캐럿에 어서오세요!! 3 ※키미시마 나나(일본어: 君島ナナ きみしま なな 기미시마 나나[*]) 담당
- 후타코이 (미디어 웍스)
- 후타코이 섬~사랑과 수영복 서바이벌~ (미디어 웍스)
- 마이셀프 ; 유어셀프 (에티)
- 카오스;헤드 (Nitro+/5pb.)
- 마지카★마지카 (more communication)

### 게임관련
- 《후타코이 얼터너티브 사랑, 소녀와 기관총》 표지
- 요구르팅 〈제복 디자인 컨테스트〉 홈페이지 메인 화면 일러스트[1]

### TCG
- 아쿠에이리언 에이지

## 동인활동 관련
- 네코야시키(일본어: 猫屋敷 ねこやしき) 라는 이름의 서클로 활동한다.

## 기타사항
- 《피아캐럿에 어서오세요!! 3》에는 후지미야 히로야(일본어: 藤宮博也 ふじみや ひろや)라는 이름으로 참여했다.[2]
- 《메모리즈 오프》, 《메모리즈 오프 2nd》, 《후타코이》, 《후타코이 섬~사랑과 수영복 서바이벌~》, 《마이셀프 ; 유어셀프》, 《카오스;헤드》 등의 게임은 캐릭터 디자인 그리고 작화 감독 등만을 담당하고 작화에는 직접 참여하지 않았다. (그러나 광고용 포스터나 해당 게임 관련 잡지 기사 일러스트 등은 직접 그렸다) 위 나열된 게임 중, 《메모리즈 오프》·《메모리즈 오프 2nd》·《카오스;헤드》 등 세 작품의 작화는 마츠오 유키히로(일본어: 松尾ゆきひろ まつお ゆきひろ 마쓰오 유키히로[*])가 담당했다. 이런 이유로 마츠오 유키히로의 일러스트는 사사키 무츠미 초기 화풍의 영향을 많이 받은 것으로 보이며, 그 자신도 《메모리즈 오프》의 영향을 받았다고 한 적이 있다.[3]
- 2006년 이전까지, 미디어 웍스의 전격 G's 매거진과 많은 관련이 있었던 것으로 보인다.[4] 2006년 2월, 《사사키 무츠미 화집 ART WORKS 1998-2005》이 출간될 즈음 미디어 웍스 측과 결별한 것으로 보인다.